# (8103) Ферми
(8103) Ферми (итал. Fermi) — небольшой астероид главного пояса. Обнаружен 19 января 1994 года в обсерватории Фарра-д’Изонцо. Назван в честь лауреата Нобелевской премии по физике Энрико Ферми, сыгравшего большую роль в изобретении атомной бомбы.